# ミヤマカミキリ
ミヤマカミキリ（深山髪切、Massicus raddei）は、昆虫綱鞘翅目カミキリムシ科に分類されるカミキリムシ。

## 分布
日本（北海道、本州、四国、九州など）

## 形態
体長32〜57mm。日本に分布するカミキリムシ科最大種の1つ。体色は褐色で、外皮が褐色の微毛で覆われている。前胸背板には横皺が入る。別名ヤマカミキリ。

## 生態
平地や山地の雑木林やクリ畑などに生息する。夜行性であり、生息地付近の灯火に飛来することもある。
成虫は夏期にクヌギなどの樹液を後食して活動し、卵はクヌギ、コナラ、クリなどのブナ科の樹木の木の裂け目部分に産卵される。幼虫はこうした生木を食害し、数年かけて成長する。食害された木は強度が弱ることで、折れやすくなり強風などで倒れてしまうこともしばしばある。

## 生活環
生後3年程で成虫になる。日本での出現時期は6-8月。

## 人間との関係
幼虫はイチジク、クリ、リンゴ等といった果樹を食害する害虫。また、ジャン・アンリ・ファーブルが『昆虫記』で紹介しているCerambyx cerdo（オオカシカミキリ/カシミヤマカミキリ）は本種に非常に近縁な種である。